# Sport de filles
Sport de filles (francouzsky Dívčí sport) je francouzsko-německý dramatický film z roku 2011. Natočila jej režisérka Patricia Mazuyová podle scénáře, na němž se spolu s ní podíleli ještě Simon Reggiani a François Bégaudeau. Hlavní roli v něm ztvárnila Marina Handsová a hráli v něm také Bruno Ganz, Josiane Balasko a další.

## Hudba
Originální hudbu ke snímku složil velšský hudebník a skladatel John Cale. Ten s režisérkou spolupracoval již v minulosti, konkrétně na filmu Saint-Cyr (2000), a znovu o několik let později na snímku Paul Sanchez est revenu! (2018). Ve filmu je rovněž použita Caleova francouzsky zpívaná píseň „Pile à l'heure“, která v odlišné verzi vyšla na jeho albu Extra Playful v přibližně stejné době, kdy byl uveden film.

## Vydání
Světová premiéra filmu proběhla dne 18. října 2011 na Mezinárodním filmovém festivalu v La Roche-sur-Yon. Později byl uveden i na dalších festivalech (mj. Cinemania v kanadském Montréalu). Dne 25. ledna 2012 byl uveden do francouzských kin. V lednu 2016 se snímek dočkal jednorázového uvedení v Česku, konkrétně na Francouzském institutu v Praze (uveden zde byl pod názvem Sport pro holky). Rovněž byl vydán na DVD.

## Obsazení
| Marina Handsová | Gracieuse           |
| Bruno Ganz      | Franz Mann          |
| Josiane Balasko | Joséphine de Silène |
| Amanda Harlech  | Susan               |
| Isabel Karajan  | Alice               |
| Olivier Perrier | otec Gracieuse      |
| Lionel Dray     | Jacky               |
| Muftie Alpin    | Mina                |